# Bałamątek
Bałamątek (kaszb. Stôri Młin, niem. Alte Mühle) – wieś w Polsce położona w województwie pomorskim, w powiecie słupskim, w gminie Ustka. 
Wieś jest częścią składową sołectwa Objazda.
W latach 1975–1998 miejscowość położona była w województwie słupskim.

## Nazwa
Nazwa jest tzw. chrztem nazewniczym, wywodzącym się od zdrobnionej nazwy pospolitej *bałamont, *bałamąt „ten, który wprowadza w błąd”. Zastąpiła niemiecką nazwę kulturową Alte Mühle, oznaczającą „stary młyn” i po raz pierwszy wzmiankowaną w 1780.
Rada Języka Kaszubskiego proponuje kaszubską formę nazwy Bałamątk.